# Liste des localités du département de Boundiali
Le département de Boundiali, qui se situe dans la région Bagoué (district des Savanes), au nord de la Côte d'Ivoire, compte 112 localités. Il comporte sept cantons : Gbato, Kassemblé, Gnéné nord, Gnéné sud, Zona, Ténéouré et Pongala. Sa population est constituée essentiellement de Malinkés et de Sénoufos . Le recensement de 1998 indique une population totale de 163 425 habitants avec une densité de 16 hab./km2.

## Sous-préfectures
- Boundiali
- Kolia
- Ganaoni
- Gbon
- Kasséré
- Sianhala
- Kouto, jusqu'en mars 2008. À cette date, Kouto est devenu un département par scission du département de Boundiali, avec une sous-préfecture à Blességué[1],[2].

## Localités
| - Ponondougou - Poundiou - Nondara - Panadougou - Ponadongou - Ténélogo - Talaho - Katiali - Mirimiri - Sissédougou - Farandougou - Fodio - Gbambiasso | - Kébi - Sokoura - Fahala - Siempurgo - Nagou - Ouarapa - Nyapligué - Lossingué - Sisséplé - Gbémou - Yama - Diogo - M'Bia - Niangboué | - Ouazomon - ganaoni - Fahandougou - Kanitélégué - Kantélégué - Nyangoua - Bong - Konolo - Ziédougou - Guinguéréni - N'Dara - Nonkparadougou - Poniakélé - Loupala | - Lohouré - Ouémélo - Logouhi - Fala - Faladoua - Lodala - Nodiahan - Loplé - Fonondara - Nangbolodougou - Kounoumon - Djigbé - Nandala | - Noonlara - Sago - Segana - Nianzongo - Gbogui - Nandala - Toumo - Tounvré - Douasso - Dendrasso - Portio - Ninioro - Ziasso | - Fahani - Lotono - Lokoligou - Loupougo - Sodalako - Niandono - Fodiolo - Mahalé - Tombougou - Gnangnon - Karakpo - Seleho - Kaniéné |